# Shuinsen

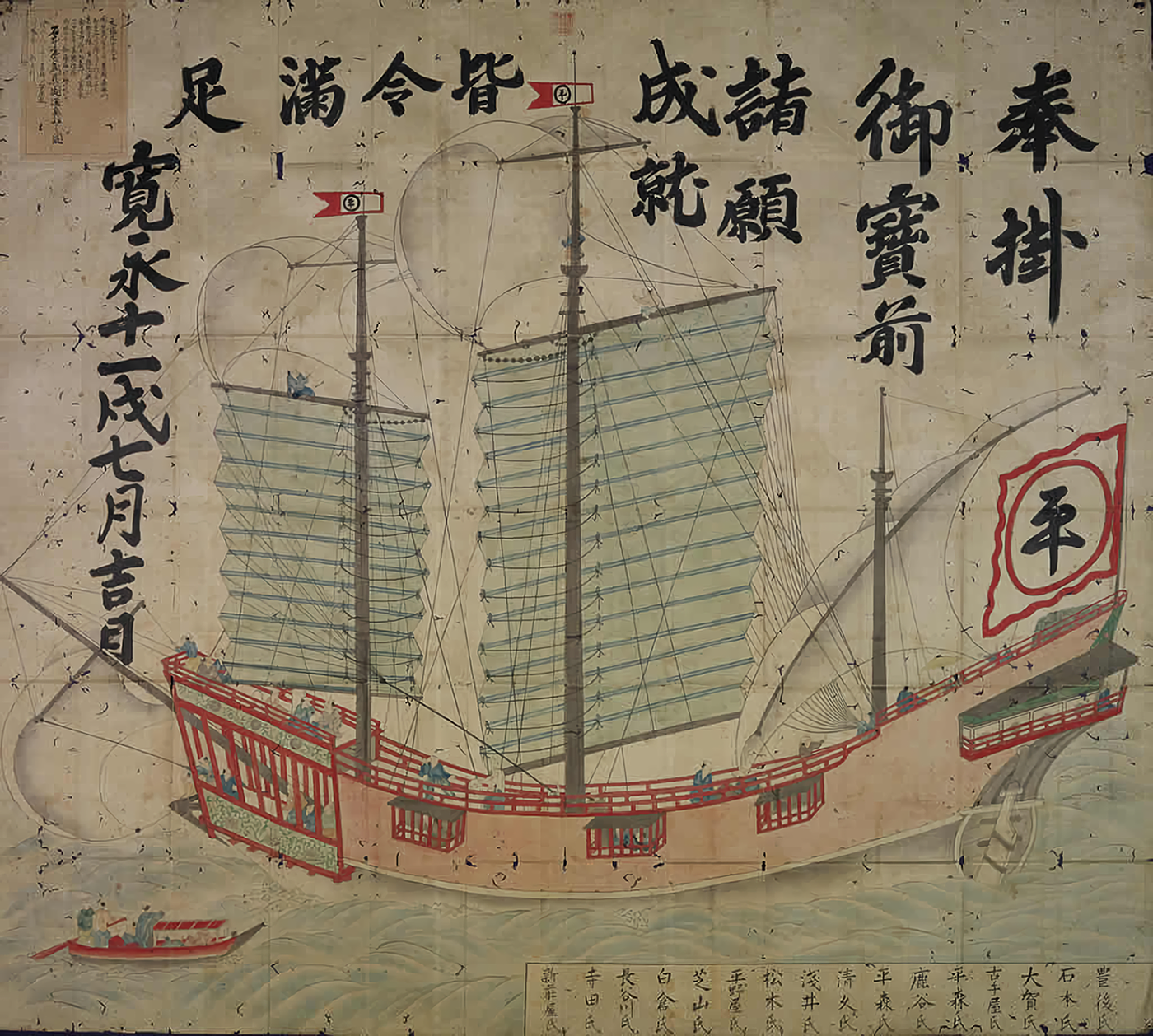
Shuinsen de 1634 con elementos occidentales. Museo de Ciencia Naval de Tokio.

Los shuinsen (朱印船?   literalmente "barco de sello rojo") fueron barcos mercantes armados japoneses que llegaron a atracar en los puertos del Sudeste de Asia con una patente de sello rojo emitido por el shogunato Tokugawa en la primera mitad del siglo XVII.
Entre 1600 y 1635, 350 barcos recorrieron las zonas de ultramar bajo este sistema de permisos, 43 de los cuales se entregaron a solicitantes chinos, 38 a solicitantes europeos y 259 a comerciantes japoneses.